# Las zapatillas coloradas
Las zapatillas coloradas  es una película en blanco y negro de Argentina dirigida por Juan Sires y Enrique Carreras sobre el guion de Julio Porter que se estrenó el 29 de mayo de 1952 y que tuvo como protagonistas a Alfredo Barbieri, Don Pelele, Miriam Sucre y Humberto de la Rosa. También colaboró Alfredo Alaria en la coreografía.

## Sinopsis
Dos detectives buscan unas zapatillas mágicas que han desaparecido. 

## Reparto
- Alfredo Barbieri
- Don Pelele
- Miriam Sucre
- Humberto de la Rosa
- Alfonso Pisano
- Homero Cárpena
- Mario Baroffio
- Roberto Real
- Eugenio Nigro
- Arsenio Perdiguero
- Alfredo Alaria
- Charles Wilson
- El Chúcaro
- Dolores
- Inés Fernández
- Fernanda Mistral
- Mario Amaya

## Comentarios
En su crónica en El Mundo dijo el crítico King:

”No daba para mucho el libro de Julio Porter. Nada ha añadido a su simplicidad la dirección de Juan Sires y Enrique carreras.”

Por su parte Noticias Gráficas opinó:

”Un interés que no se encuentra siempre en sus incidencias cómicas, urdidasen torno a un tema policial que va a desembocar en una larga y colorida realización coreográfica.”